# Helicopsyche koumaca
Helicopsyche koumaca is een schietmot uit de familie Helicopsychidae. De soort komt voor in het Australaziatisch gebied.